# Nelson Barbour
Pour les articles homonymes, voir Barbour.
Nelson Homer Barbour, né à Throopsville (New York, États-Unis) en 1824 en mort en 1905, est un prédicateur américain d'origine millerite. Il est principalement connu pour son association avec Charles Taze Russell.
S'intéressant à l'enseignement religieux, il passe successivement par plusieurs mouvances différentes. Dès l'âge de 19 ans il se met à travailler en tant que prédicateur indépendant.
Il fait paraître en 1869 une première édition (seconde en 1871) de ses réflexions : Evidences for the Coming of the Lord in 1873, or The Midnight Cry (traduction littérale : « Preuves du retour du seigneur en 1873, ou le cri de minuit »).
En fin 1873 ou début 1874, Nelson Barbour se met à publier une revue de la tendance des adventistes de l'âge à venir, sous le nom de the Midnight Cry (« le cri de minuit »). Le lectorat du périodique augmente rapidement puis dégringole passant de 15 000 (voir le numéro 4 de mars 1874) à environ 300 exemplaires. Le journal devient alors Herald of the Morning.
En 1877, Charles Taze Russell contacte Nelson H. Barbour et lui offre son soutien financier pour publier un livre de 196 pages intitulé Three worlds, and the harvest of this world. (traduction littérale : « Les trois mondes, et la moisson du monde actuel. »)
En 1881, l'entente qui lie les deux hommes est noircie par des divergences théologiques. Il ne se parleront plus que par publications.
Nelson Barbour continue de publier le Herald jusqu’en 1903, date à laquelle, selon les registres de bibliothèque dont on dispose, la parution a cessé. Nelson Barbour meurt quelques années plus tard, entre 1905 et 1908.